# Kratzeburg
Kratzeburg est une municipalité allemande située dans le land de Mecklembourg-Poméranie-Occidentale et l'arrondissement du Plateau des lacs mecklembourgeois.

## Géographie
La communauté lacustre et boisée de Kratzeburg est située dans la partie ouest du parc national de Müritz, qui s’étend de Waren (Müritz) à la zone urbaine occidentale de Neustrelitz. Au nord de la communauté s’élève près d’Ankershagen, la rivière Havel. Dans le district de Krienke, la Havel quitte la zone municipale. À Kratzeburg commence la route de randonnée aquatique Obere Havel. Au sud-est du district de Pieverstorf se trouvent les hautes montagnes de Pieverstorf jusqu’à 105 m d'altitude.
Kratzeburg est entourée par les communes voisines d’Ankershagen au nord, Penzlin au nord-est, Klein Vielen à l’est, Neustrelitz au sud-est, Mirow au sud, Rechlin au sud-ouest, Kargow à l’ouest et Schloen-Dratow au nord-ouest.
Kratzeburg comprend les districts de Dalmsdorf, Dambeck, Granzin, Krienke et Pieverstorf.

## Histoire
Le mur du château au sud de Pieverstorf, sur la rive est du lac de Dambeck, date de l'âge du bronze. Il fait partie des plus grandes installations de ce type de cette époque. Le château slave de Kratzeburg (castrum Zcarnitz), mentionné dans un document en 1170, est situé sur une colline à 350 mètres au sud-ouest des remparts du château de l'âge du bronze. Dans le village de Kratzeburg, le Schloßberg est la preuve de la colonisation médiévale. Un château de chevalier de la basse noblesse se dressait ici du XIVe au XVe siècle sur la motte castrale construite artificiellement.
De 1701 à 1918, la région de Kratzeburg appartenait au Grand-duché de Mecklembourg-Strelitz.
Le 1er janvier 1951, la municipalité auparavant indépendante de Dambeck a été rattachée à la commune.
- (de) Cet article est partiellement ou en totalité issu de l’article de Wikipédia en allemand intitulé « Kratzeburg » (voir la liste des auteurs).

## Lieux importants
- Église à colombages à Kratzeburg – Un vieil autel sur le mur latéral a une sculpture après 1450. Les pages montrent l’épreuve, le baiser de Judas, le chemin de croix et la prière de Jésus. A l’intérieur : la scène de la crucifixion. Dans les coins, nous trouvons quatre saints. Cet autel a été apporté à Schillersdorf pendant la guerre de Trente Ans (1640) et n’est revenu à Kratzeburg que vers 1935. Il a un design remarquable parallèle à l’autel de l’église Fabian et Sebastian à Beverstedt.

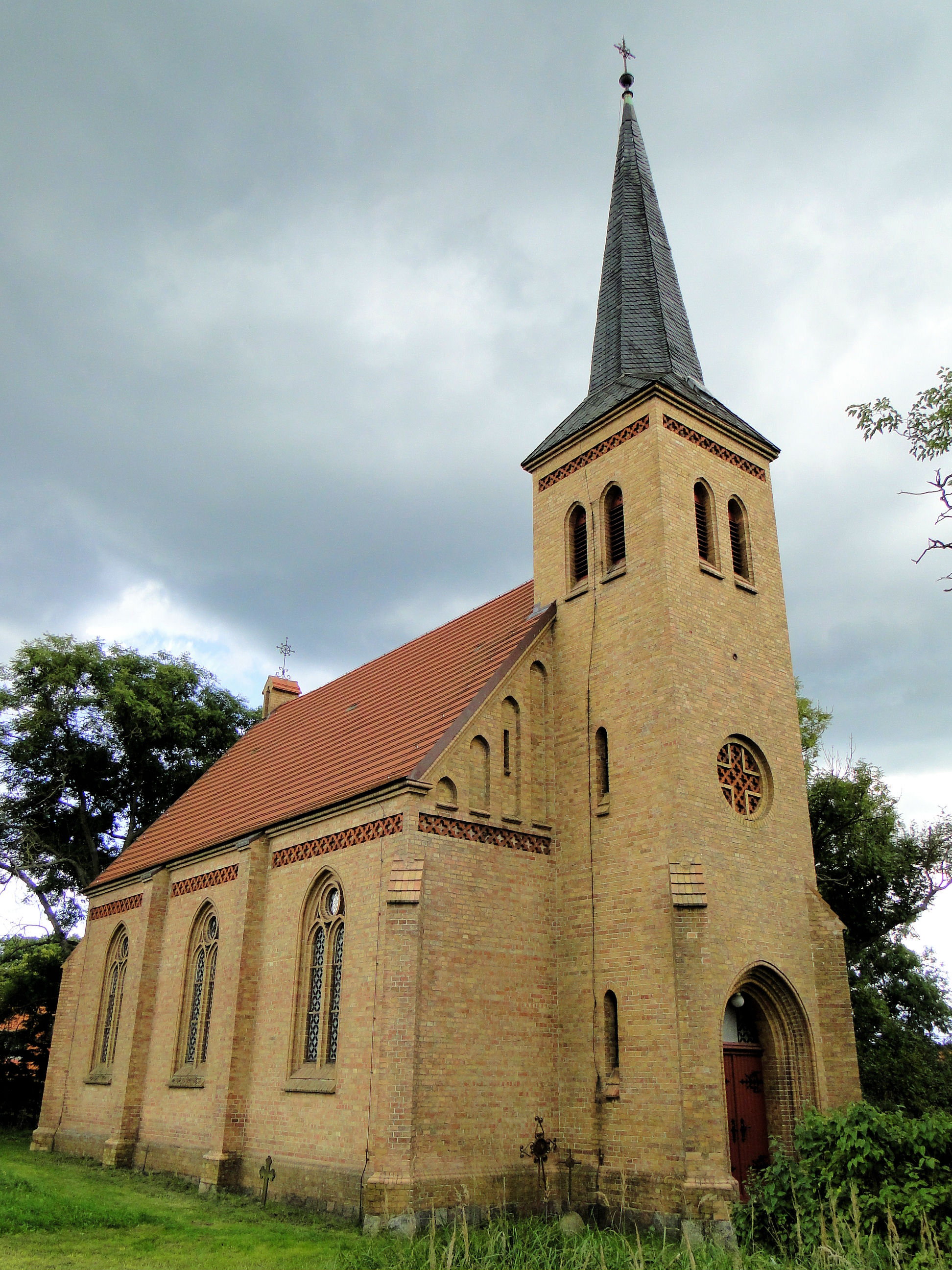
Eglise de Granzin.

- Église en briques à Granzin

## Évènements
Le Youth Media Campa lieu chaque année à la Pentecôte sur le camping de Kratzeburg.